# Ghandy Dassenu
Ghandi Dassenu, né le 9 août 1989 au Ghana, est un footballeur professionnel ghanéen évoluant au poste de milieu.

## Carrière

### Club
Kassenu commença sa carrière au Liberty Professionals et sera prêté en 2008 au club suédois du BK Häcken.

### International
Il commencera sa carrière internationale avec l'équipe des -17 ans de 2006 à 2007 où il effectuera trois sélections, puis enchaînera en espoir de 2007 à 2009 en effectuant sept sélections.
Il sera l'un des artisans de la victoire du Ghana lors de la Coupe du monde de football des moins de 20 ans 2009 en Égypte.

## Palmarès
Néant